# Haworthia sordida
Haworthia sordida ist eine Pflanzenart der Gattung Haworthia in der Unterfamilie der Affodillgewächse (Asphodeloideae).

## Beschreibung
Haworthia sordida wächst stammlos und sprosst nur selten. Die sechs bis 15 aufrechten, lanzettlich-dreieckigen, verschmälerten Laubblätter bilden eine Rosette mit einer Höhe von bis zu 15 Zentimeter und einem Durchmesser von 8 Zentimetern. Die dunkelgraue bis schwärzlich grüne Blattspreite ist bis zu 15 Zentimeter lang und 2 Zentimeter breit. Die Blattoberfläche ist rau. Auf ihr befinden sich deutlich erhabene Warzen, die nicht zusammenfließen. Der Blattrand ist stumpf gerundet.
Der spärlich verzweigte, lockere Blütenstand erreicht eine Länge von bis zu 40 Zentimeter. Die Blütenröhre ist gerade und die inneren Perigonblätter sind zurückgerollt.

## Systematik und Verbreitung
Haworthia sordida ist in der südafrikanischen Provinz Westkap bei Heidelberg verbreitet.
Die Erstbeschreibung durch Adrian Hardy Haworth wurde 1821 veröffentlicht.
Nomenklatorische Synonym sind Aloe sordida (Haw.) Roem. & Schult.f. (1829), Haworthia scabra subsp. sordida (Haw.) Halda (1997) und Haworthia scabra var. sordida (Haw.) Halda (1997).
Es werden folgende Varietäten unterschieden:
- Haworthia sordida var. sordida
- Haworthia sordida var. lavrani C.L.Scott

## Nachweise